# Andale (Kansas)
Andale es una ciudad ubicada en el condado de Sedgwick, Kansas, Estados Unidos. Según el censo de 2020, tiene una población de 941 habitantes.

## Geografía
Está ubicada en las coordenadas 37°47′29″N 97°37′39″O / 37.79139, -97.62750 (37.791506  -97.627501).

## Demografía
Según la Oficina del Censo en 2000 los ingresos medios por hogar en la localidad eran de $47,333 y los ingresos medios por familia eran $53,702. Los hombres tenían unos ingresos medios de $40,909 frente a los $30,875 para las mujeres. La renta per cápita para la localidad era de $17,439. Alrededor del 1.1% de la población estaban por debajo del umbral de pobreza.